# Chiese di Satriano di Lucania
Il paese lucano di Satriano di Lucania contava e conta tuttora numerose chiese, alcune delle quali scomparse, altre perfettamente conservate. Esse accompagnano e testimoniano la storia di Satriano da diversi secoli.
Le numerose chiese che furono edificate a Satriano potevano essere costruite per vari motivi. Questi potevano essere il bisogno di trovare una sede alle le varie confraternite che operavano sul territorio di Satriano, la fondazione di cappelle e chiese di famiglia da parte dei nobili satrianesi, l'aumento della popolazione e l'espansione del nucleo urbano o puramente per devozione popolare. Perciò nel corso dei secoli i luoghi di culto aumentarono e si modificarono e alcuni scomparirono, trasformandosi in edifici di altro scopo ma, in qualunque caso, arricchendo il patrimonio artistico della cittadina.

## Chiesa di Santa Maria di Costantinopoli o Chiesa Vecchia
Questa è la chiesa più vecchia di Satriano, costruita fra il XII e il XIII secolo e sorge ai piedi della Rocca Duca di Poggiardo. 
La chiesa, dedicata alla Madonna Assunta in cielo, era la sede della confraternita dei morti, che si occupava del suffragio delle anime dei defunti. 
Ebbe a lungo tempo funzione cimiteriale: ci furono infatti numerose sepolture sotto il pavimento e, inoltre, il locale oggi adibito a sacrestia svolse la funzione di ossario. La chiesa subì nei secoli numerosi lavori e restauri, in particolar modo in seguito ai terremoti del 1694 e del 1980.

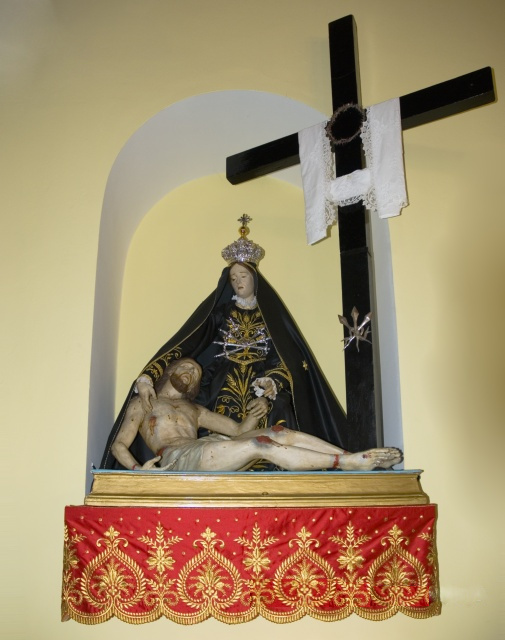
La pietà della chiesa vecchia

L'altare centrale, nel quale è custodita la statua della Madonna assunta, si presenta come un'imponente struttura in pietra, con due putti ai lati e uno centrale sul tabernacolo. A i due lati di questo altare si trovano il busto di San Giuseppe con Bambino e Sant'Antonio di Padova con il Bambino. 
Sotto la statua di Sant'Antonio si trova la tomba gentilizia di Ferdinando Loreti; altre tombe degne di nota sono quella del reverendo don Giovanni Palermo, sacerdote morto in concetto di santità, e un'altra tomba gentilizia incastonata nel pavimento. 
Vicino a quest'ultima si trova la statua di santa Rosa. Inoltre sul muro sinistro in una piccola nicchia si trova una delicata raffigurazione lignea della Pietà. 
Oltre a queste statue, la chiesa conserva anche alcune opere pittoriche: sono infatti presenti tre antichi dipinti, raffiguranti la Madonna del rosario, la Madonna delle grazie e l'Immacolata. Non sono noti gli autori di questi dipinti; si pensa che siano opere di un unico artista, oppure, in base alle leggere differenze stilistiche fra i vari dipinti, si potrebbe dedurre che siano lavori di due artisti diversi. Si sostiene che gli autori siano allievi di Giovanni de Gregorio, anche se è possibile che siano del de Gregorio stesso.

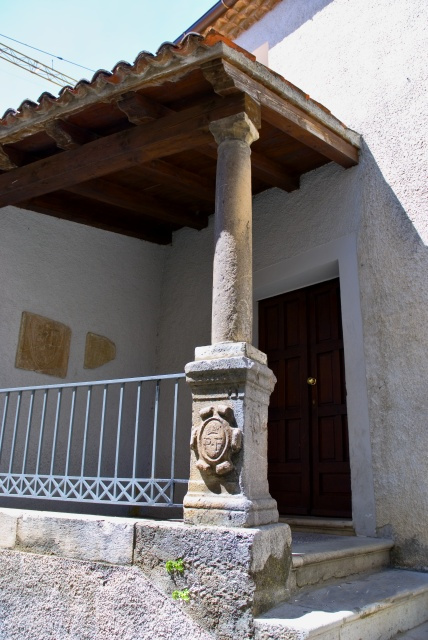

All'esterno, sul lato occidentale, sorge un'imponente torre medioevale a base quadrata, abbellita da un grande orologio. Sempre sul lato occidentale, proseguendo verso l'altare maggiore, si trova un ingresso laterale dove una colonna di marmo poggiante su un pilastro di pietra sostiene una tettoia in legno. Su una delle superfici laterali sono affisse due lastre di pietre. Su una si leggono incise le lettere P F, mentre sull'altro si legge A D 1585.

## Chiesa di San Pietro apostolo o chiesa matrice
A causa dell'aumento della popolazione di Satriano, attorno al 1460, si pensò di costruire una nuova chiesa, dedicata a san Pietro Apostolo. La nuova chiesa incorporò le due chiesette della Madonna del Rosario e del Santissimo Sacramento, assumendo così una pianta a croce latina. Quello che si presentò alla popolazione doveva essere un piccolo gioiellino: addossati alle pareti laterali si trovavano gli altari di san Gaetano, di san Pasquale e della Madonna di Pompei. Erano presenti anche alcune nicchie, che dovevano contenere statue e immagini sacre. 
Con il passare degli anni la chiesa entrò in possesso di altre statue quali il Sacro Cuore di Fatima, san Pietro e il Cuore di Gesù. Quest'ultima statua venne posizionata sull'imponente altare maggiore in pietra, dove prima si trovava un dipinto. 

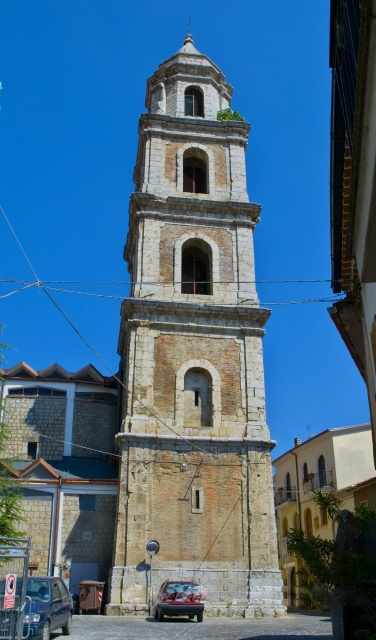
Torre campanaria

### La torre campanaria
Molto probabilmente dopo il terremoto del 1694, venne costruito accanto alla chiesa l'imponente campanile di 5 piani. Costruito usando pietra e mattoni locali, è dotato di 3 serie di quattro finestroni e possiede 4 campane in stile rinascimentale, stile che del resto caratterizza l'intera costruzione. 
La questione su quale architetto sia stato l'autore del progetto del campanile è abbastanza controversa. Per anni si è pensato che fosse stato costruito da un allievo del Vanvitelli sul disegno del noto pittore, nativo di Satriano, Giovanni De Gregorio. Altri studiosi, sostengono invece che il campanile sarebbe stato costruito sul progetto del vescovo e matematico Juan Caramuel y Lobkowitz, vescovo della diocesi di Satriano e Campagna dal 1657 al 1673. 

### Lavori del 1952-1957
Arrivati alla metà del 1900 la chiesa aveva danni strutturali estremamente gravi, tanto da indurre la popolazione a demolirla e a ricostruirla. Fu incaricato l'architetto Giulio De Luca, che a fine lavori consegnò una chiesa non poco diversa da quella precedente: più grande (300 m²), lunga 23 metri, larga 12 e alta 13, con pianta a croce latina e le pareti disadorne e in pietra viva, con un soffitto a ventaglio notevolmente più alto. Gli antichi altari in pietra furono smontati e spostati nella chiesa vecchia e nella chiesa della Natività di Maria, lasciando due soli altari oltre a quello maggiore. Fu inaugurata con solenni festeggiamenti il pomeriggio del 16 agosto del 1957, il giorno della Festa di san Rocco. 

### Facciata

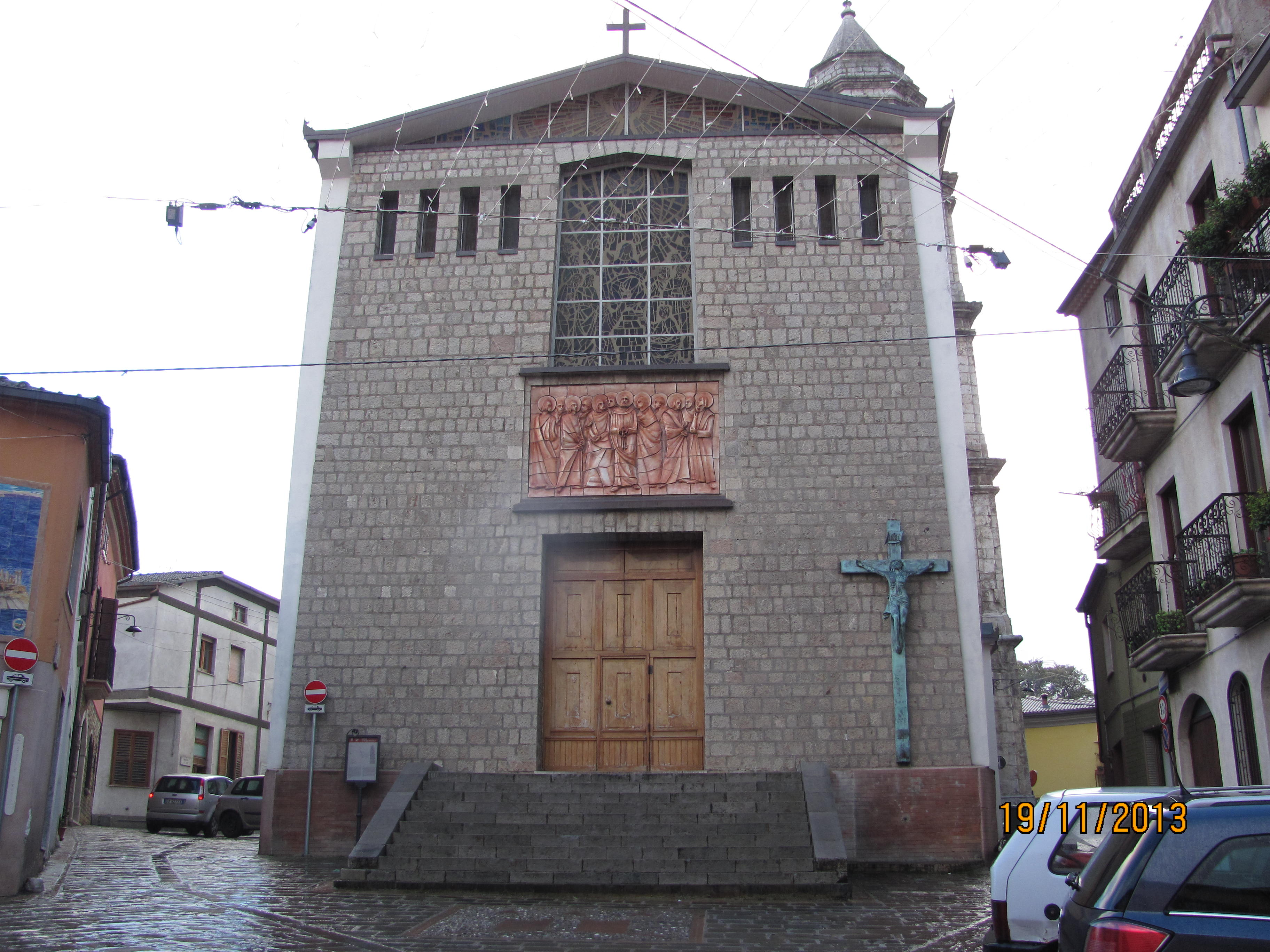
Esterno chiesa madre di Satriano di Lucania

La chiesa presenta una facciata a capanna in stile romanico. Abbastanza alta, presenta un sagrato davanti al portone d'ingresso introdotto da una scalinata che parte dalla strada antistante. Ai piedi di questa si trova un mosaico raffigurante lo stemma del comune di Satriano. Sul lato sinistro del portone presenzia un monumentale crocifisso in bronzo, opera dello scultore Luciano La Torre. Appena sopra il portone si trova un rilievo rappresentante gli Apostoli attorno a San Pietro con in mano le chiavi del paradiso. Sopra di questo si trova una vetrata che raffigura gli apostoli riuniti assieme alla Madonna mentre lo Spirito Santo sotto forma di colomba scende su di essi. Il ciclo di immagini si conclude con un'altra vetrata in cui è raffigurata l'ostia consacrata, appena sotto la croce che svetta dalla parte più alta della facciata.

### Interno

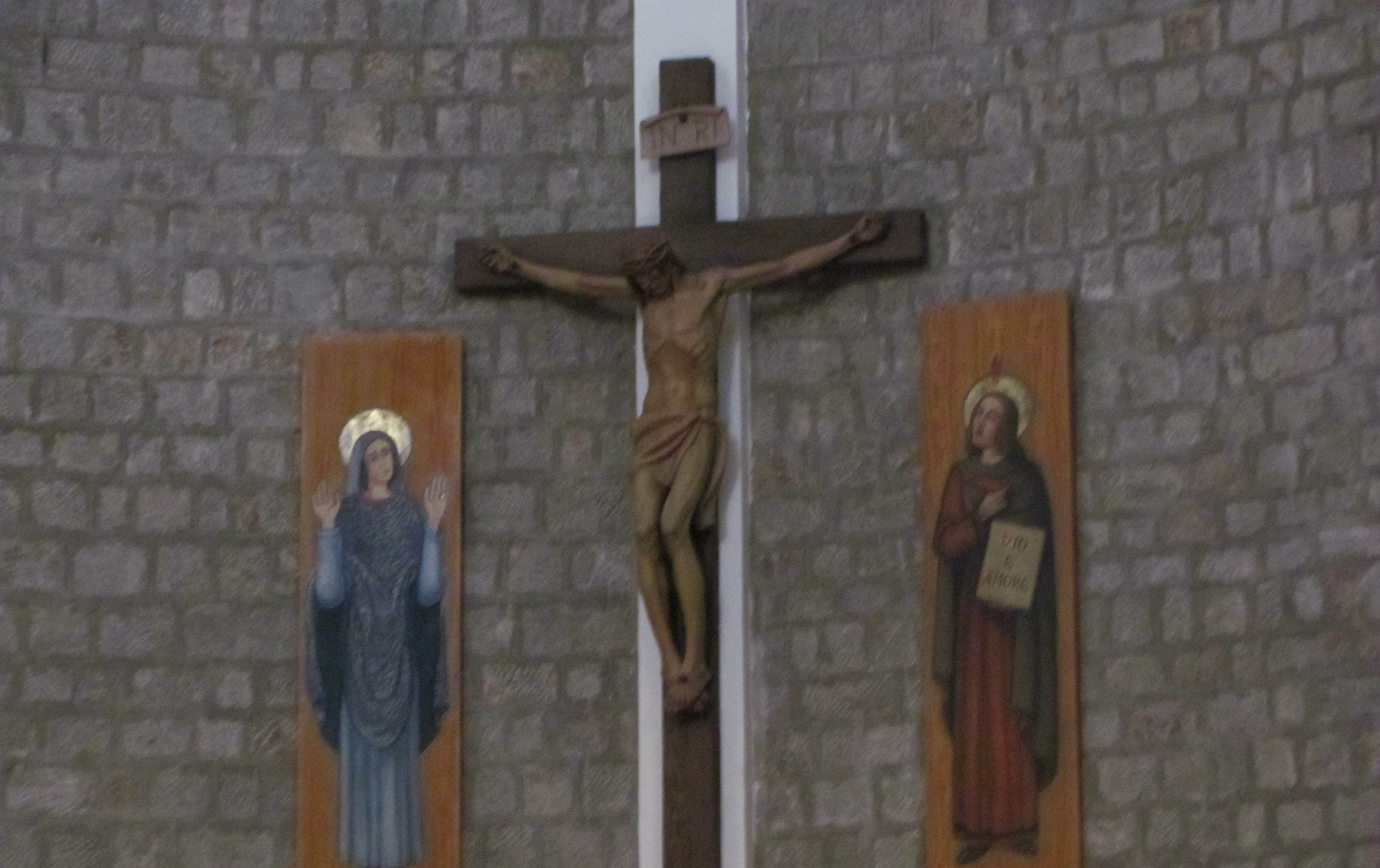
Particolare del Crocifisso

L'interno della chiesa presenta una sola navata, lunga 23 m, larga 12 e alta 13. Le pareti in pietra viva sono state concepite in modo tale da richiamare la grotta di Betlemme, in gran parte disadorne di immagini e dipinti, che si concentrano in gran parte sull'altare maggiore e su i due minori. I due muri della navata sono caratterizzati dalle vetrate rappresentanti i quattro evangelisti, San Pietro e Paolo, Santa Lucia e Santa Francesca Cabrini, San Vito e San Gerardo e San Donato e San Rocco, molti dei quali venerati in almeno una chiesa di Satriano. Su entrambi i lati si trova un'acquasantiera; su quella del lato destro è conservata un'immagine sacra e ancora più su una pietra posta dai devoti di san Rocco in occasione del giubileo del 2000. Davanti all'abside si trovano due cappelle, una dedicata al Santissimo Sacramento e l'altra a san Rocco. Sul muro dell'abside si trova il crocifisso ligneo di Vincenzo Munser, accanto al quale si trovano due pale rappresentanti San Giovanni e Maria.

### Cappella del Santissimo Sacramento
La cappella del Santissimo Sacramento ospita da sempre le ostie consacrate della chiesa matrice. Si trova là infatti l'altare del sacramento con il tabernacolo. Su questo altare è posta la monumentale statua del Cuore di Gesù, traslata in questa cappella dall'antico altare maggiore. Ai lati di questo si trovano due alte mensole, sulle quali si trovano rispettivamente la statua di san Pietro e quella della Madonna.

### Cappella di san Rocco
L'altra cappella è quella dedicata a  San Rocco, patrono e protettore della cittadina di Satriano di Lucania. È stata ricostruita nel 2016. Si compone da un altare in marmo sostenuto da un braccio a X, all'interno del quale è riposta la reliquia del Santo e il libro d'oro che contiene i nomi di tutti i fedeli che hanno partecipato alla costruzione. Dietro l'arco che fa accedere al piccolo spazio, ornato da placche marmoree e sormontato dallo stemma comunale sulla chiave di volta, si trovano due tavole dipinte. Queste raffigurano la vita e i miracoli di san Rocco, e sono state recuperate dal precedente altare.

## Chiesa della Natività di Maria o Madonna della Rocca
Nel punto in cui il fiume Melandro si avvicina di più al centro abitato, sorge una roccia. La nobile famiglia dei Cavallo fece costruire su quella roccia una chiesa di famiglia, usata, come testimoniano le lapidi tombali, come luogo di sepoltura. Inoltre, sempre per volere della famiglia Cavallo, nel XVIII secolo venne costruita una cappellina dedicata all'Immacolata su una stradina che si trovava sul versante est della chiesa. 
Nel 1814, a causa dell'erosione dell'acqua del fiume, una parte dell'roccia crollò portando con sé anche la parte nord-est della chiesa, quella dove si trovava l'altare maggiore. La statua della Madonna fu trovata miracolosamente intatta fra i resti distrutti della roccia e dunque si decise di ricostruire, sotto la vigilanza del reverendo canonico don Rocco Moscarella, la parte distrutta e il campanile della chiesa. La chiesa fu ampliata, incorporando la cappellina dell'Immacolata e la via sulla quale essa sorgeva. 
Nel 1952, in seguito ai lavori in chiesa matrice, un altare in marmo venne spostato in questa chiesa. 
Nel 1959 furono realizzati alcuni lavori che interessarono il pavimento e la copertura della chiesa. Venne inoltre allargata la piazzetta antistante, in modo da poter ospitare meglio i fedeli che giungevano sulla rocca in occasione dei festeggiamenti dell'8 settembre. 

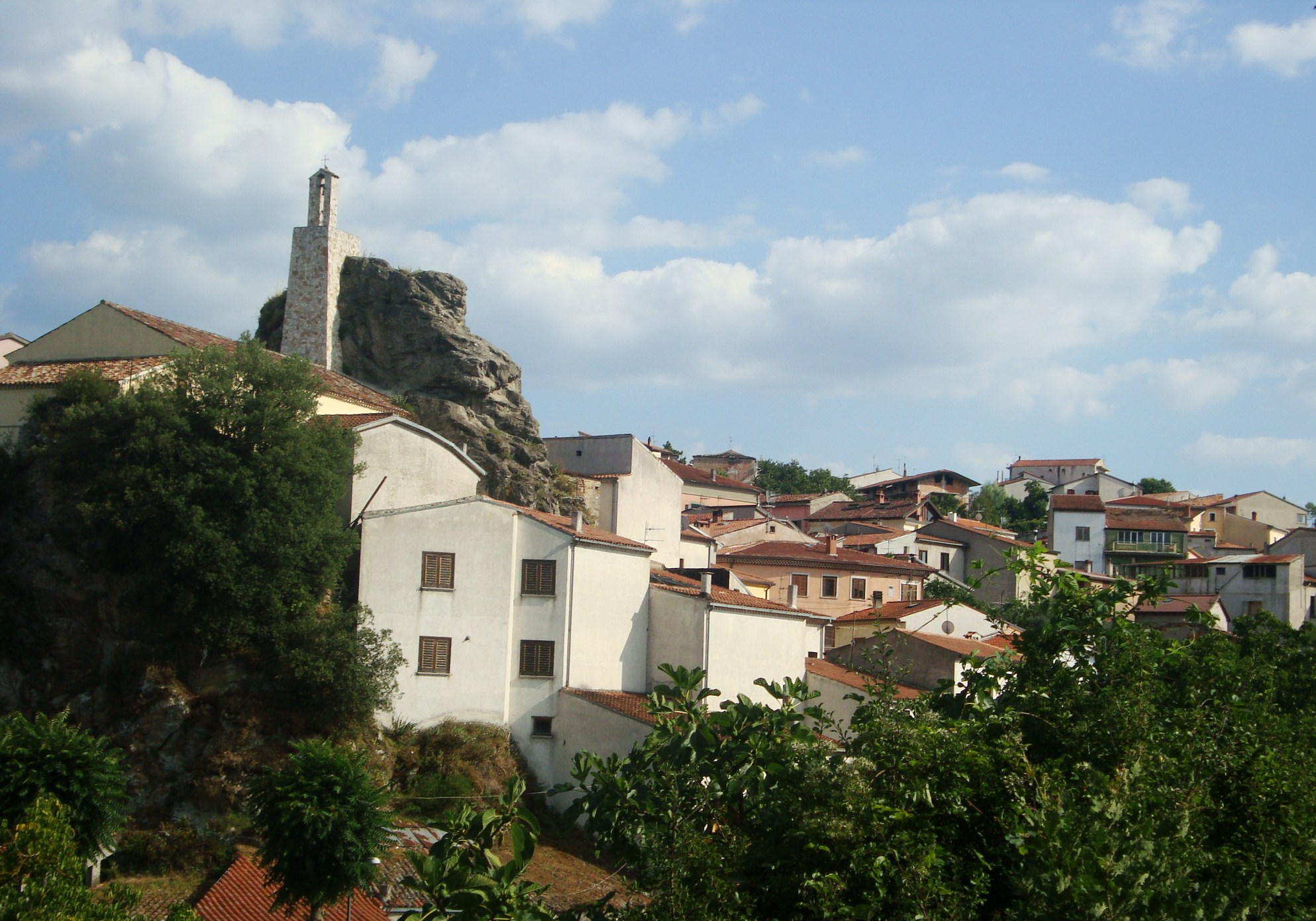
Campanile della Madonna della Rocca

### Miracolo della campana della madonna della Rocca
La caratteristica più suggestiva della chiesa sta nell'essere un tutt'uno con la roccia sulla quale sorge. Ora dalla parte più alta di questa roccia svetta il campanile della Madonna della Rocca. 

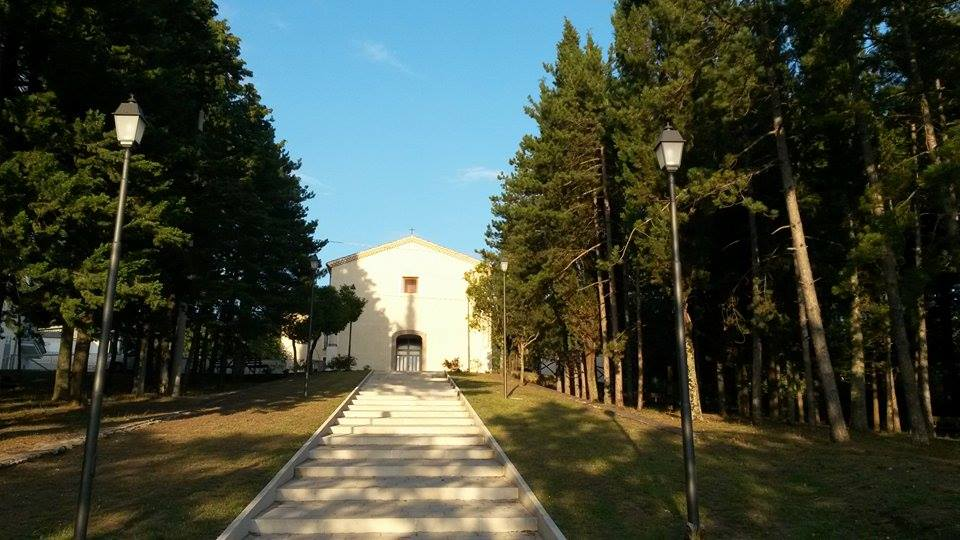
Il santuario visto dai piedi della scalinata

Alla campana di quest'ultimo vengono attribuiti poteri miracolosi; era infatti usanza dei contadini, al vedere l'incupirsi del tempo, lasciare i campi e il lavoro per raggiungere la chiesa della Madonna della Rocca e farne suonare la campana. Immediatamente le nuvole si allontanavano e la pioggia o la grandine cessavano di martoriare i campi, salvando così i raccolti dei contadini.

## Santuario della Madonna delle Grazie
A circa 2 km di distanza dal centro abitato sorge un santuario dedicato alla Madonna delle Grazie, verso il quale i satrianesi hanno sempre dimostrato grande devozione. Antichissime carte topografiche segnalano l'esistenza di una chiesa in onore della Madonna di Loreto. Nel 1820, a causa di una frana, questa chiesa crollò, lasciando in piedi solo il muro con l'intatto altare e la statua della Madonna. Si decise allora di costruire un nuovo santuario a qualche centinaia di metri di distanza, e intanto conservare temporaneamente la sacra statua della Madonna in un piccolo capanno di legno. La mattina seguente il custode scoprì che la statua non si trovava più nel capanno, ma venne miracolosamente ritrovata sopra una quercia poco distante. Questo miracoloso fatto si ripeteva tutte le notti, per questo motivo si decise di costruire il santuario proprio nel luogo in cui sorgeva la quercia. L'imponente altare della Madonna venne edificato appunto sulla quercia troncata. i lavori terminarono nel 1830.

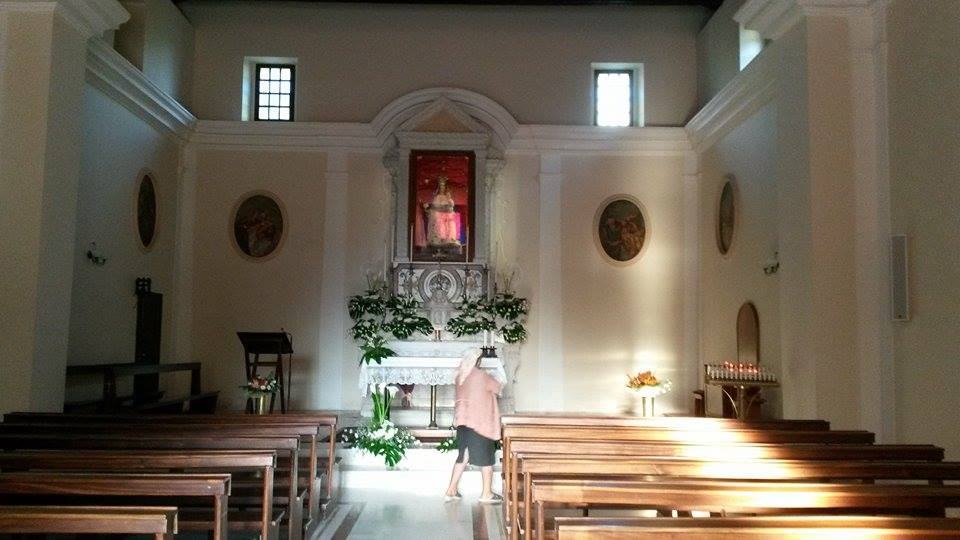
Interno chiesa della Madonna delle grazie a Satriano di Lucania

Dopo il terremoto del 1980, la chiesa rimase chiusa a lungo, fu perciò allestita una struttura per accogliere le masse di fedeli che giungevano a piedi al santuario. Fu in seguito restaurato a cura della Sopraintendenza ai Monumenti di Potenza, con l'aiuto delle offerte del popolo di Satriano. 

### Miracoli attribuiti alla Madonna delle Grazie
Vari sono i miracoli che vengono attribuiti alla Madonna delle Grazie. Oltre a quello già citato sopra, si narra che la quercia sulla quale è edificato l'altare maggiore della chiesa germogliava quotidianamente fino ai primi del Novecento. 
Inoltre si narra che verso la fine dell'Ottocento il cielo di Satriano si oscurò del tutto poiché ricoperto da una fitta schiera di cavallette. Allora la popolazione di Satriano si incamminò a piedi verso il santuario e mentre si celebrava la messa si mise a piovere, scacciando lo sciame di cavallette.

### Devozione alla Madonna delle Grazie
Il popolo satrianese ha da sempre dimostrato fortissima devozione verso la Madonna delle Grazie, anche a causa dei numerosi miracoli e delle numerose grazie attribuite a questo santuario.
I satrianesi sono infatti soliti incamminarsi dalla cittadina per raggiungere a piedi il santuario della Madonna, recitando il rosario durante il percorso. Inoltre il lunedì dell'Angelo viene celebrata una messa nel santuario, per ricordare gli eventi miracolosi attribuiti alla Madonna.
I solenni festeggiamenti in onore dell'Madonna delle Grazie si tengono ogni anno il 2 luglio, preceduti da una altrettanto solenne novena che inizia il giorno di San Giovanni. Nella prima mattina del 2 viene celebrata una messa nella chiesa matrice, seguita da un'altra messa solenne nel santuario, alla fine della quale si svolge una processione nelle zone del santuario. La statua che viene portata in processione è ordinariamente conservata in una piccola cappella che sorge ai piedi della scalinata che conduce al santuario. Un'altra messa solenne seguita dalla processione si svolge la sera.

## Cappella San Giovanni

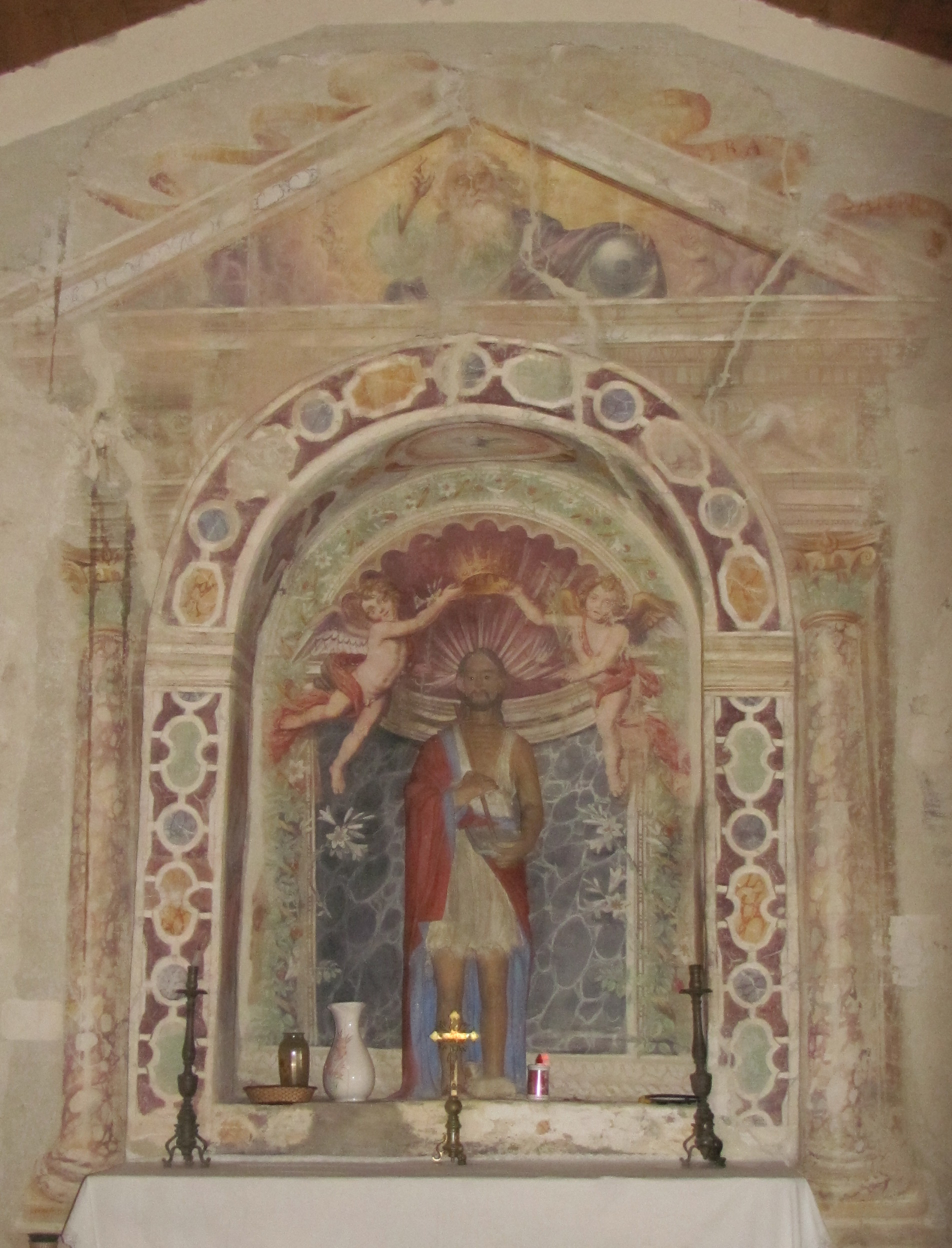
Affreschi del De Gregorio nella cappella di San Giovanni

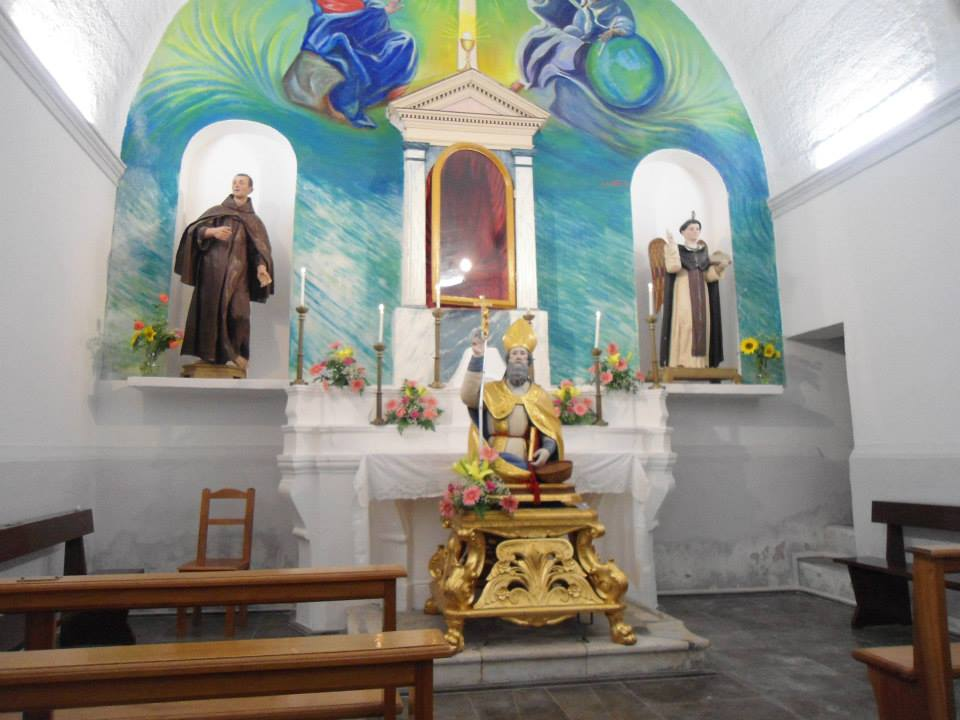
La cappella di San Donato nel giorno della festa.

A circa 500 m dalla chiesa matrice sorge una cappella dedicata a San Giovanni, costruita nel 1500 per volontà della popolazione locale e della Diocesi di Satriano. All'interno della cappella troneggia sull'altare la statua in muratura di San Giovanni Battista. Ma il maggiore pregio artistico di questa chiesetta sono gli affreschi di Giovanni De Gregorio, detto il Pietrafesano, in quanto natio di Pietrafesa, antico nome del comune di Satriano. Il pittore raffigurò il Padre Eterno, gli evangelisti, alcuni putti e due angeli che incoronano San Giovanni.

## Cappella San Donato
La chiesetta è molto semplice e a una sola navata come tutte le chiese di Satriano. Sulla parete dell'altare è presente un affresco raffigurante la Trinità opera di Luciano La Torre. Sempre in questa parte si trovano le tre nicchie contenenti le statue di santi. In quella centrale, la più elaborata è conservato il titolare della chiesa, San Donato, nelle altre due Pasquale Baylón e un San Vincenzo Ferreri.